# Karmnik nadmorski
Karmnik nadmorski (Sagina maritima Don) – gatunek rośliny z rodziny goździkowatych (Caryophyllaceae Juss.).

## Rozmieszczenie geograficzne
Gatunek o zasięgu atlantycko-śródziemnomorskim, przywiązany do wybrzeży. W Polsce występował w XIX w. na jednym stanowisku koło Kołobrzegu.

## Morfologia

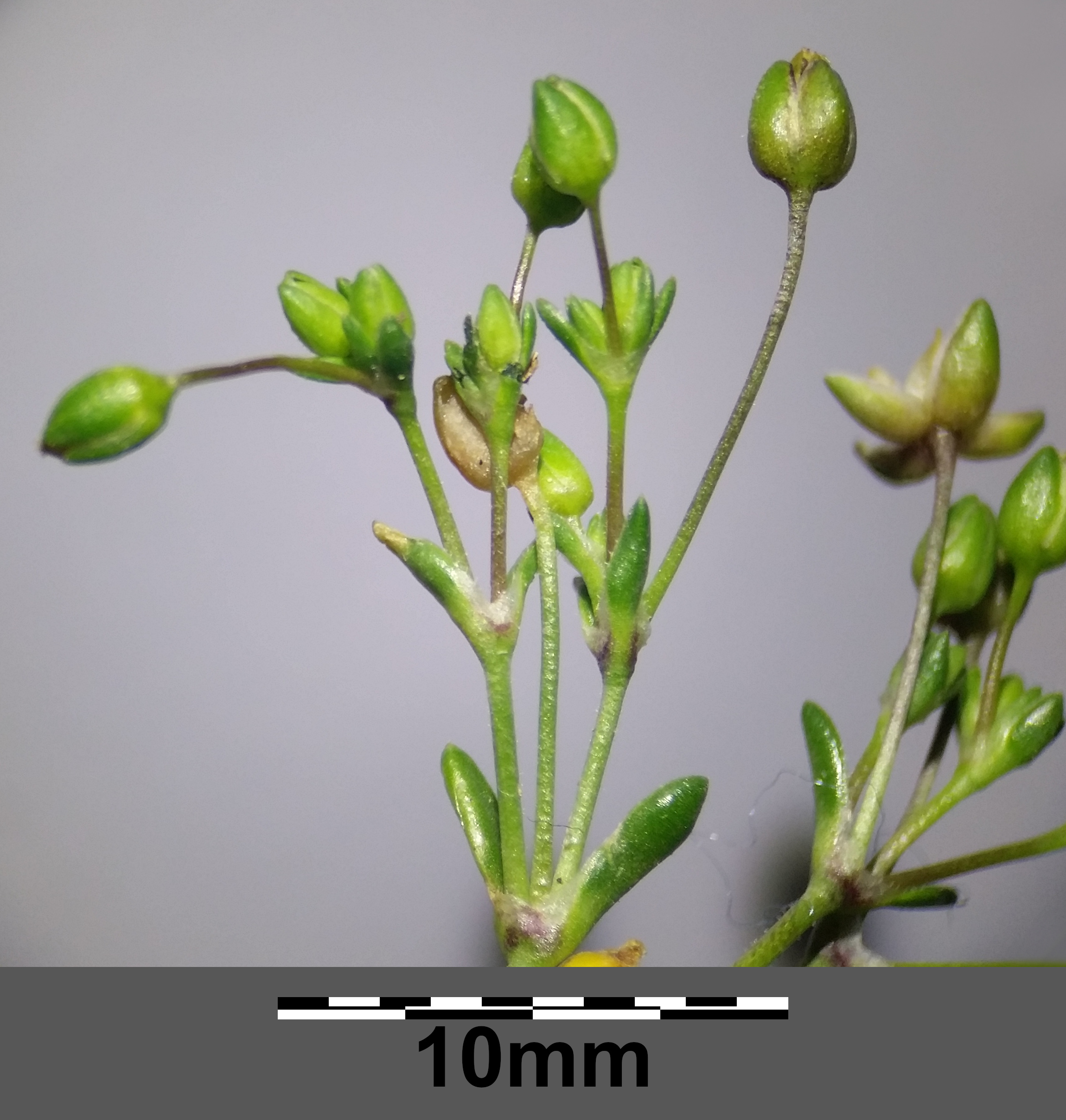
Fragment pędu

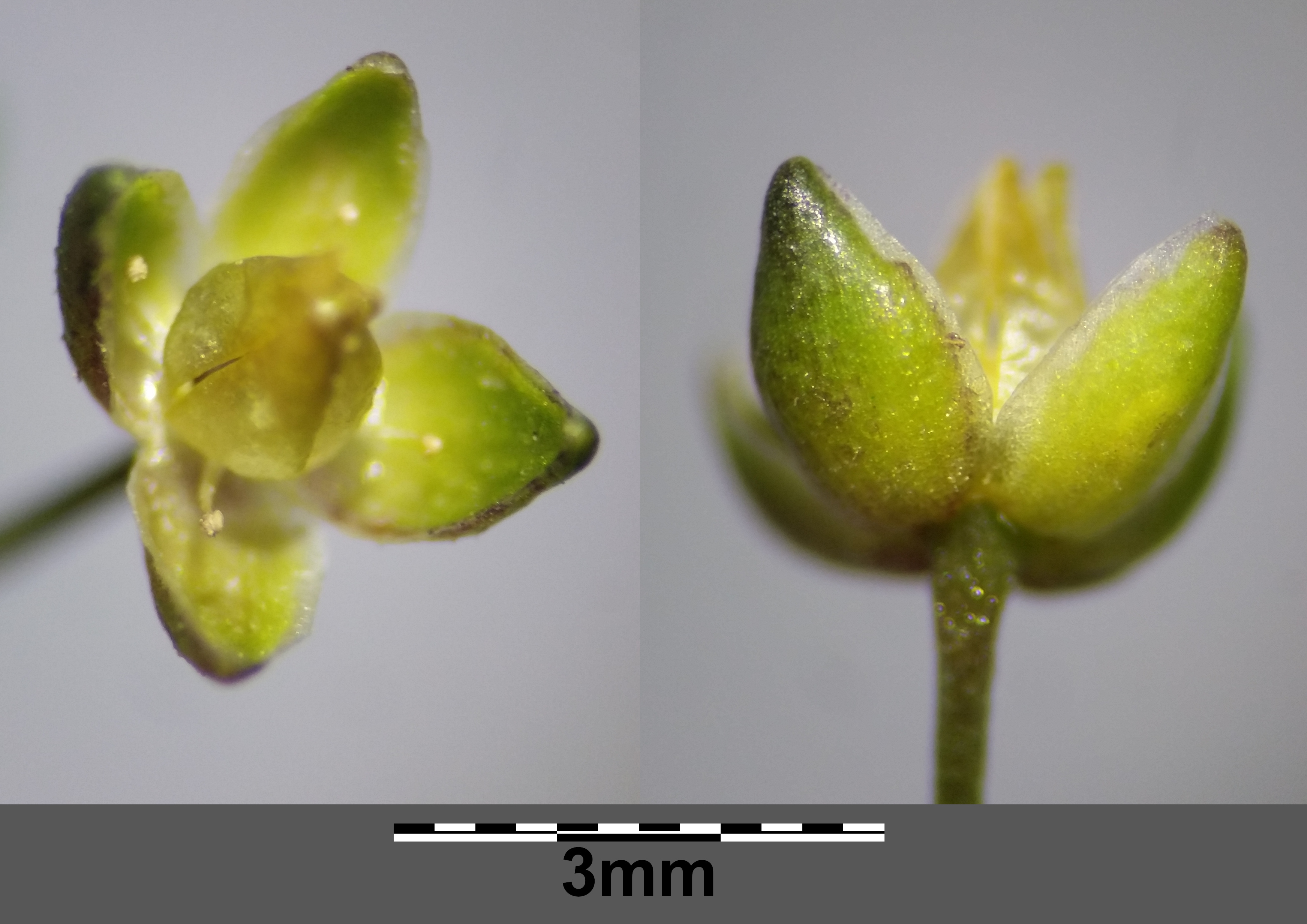
Kwiat

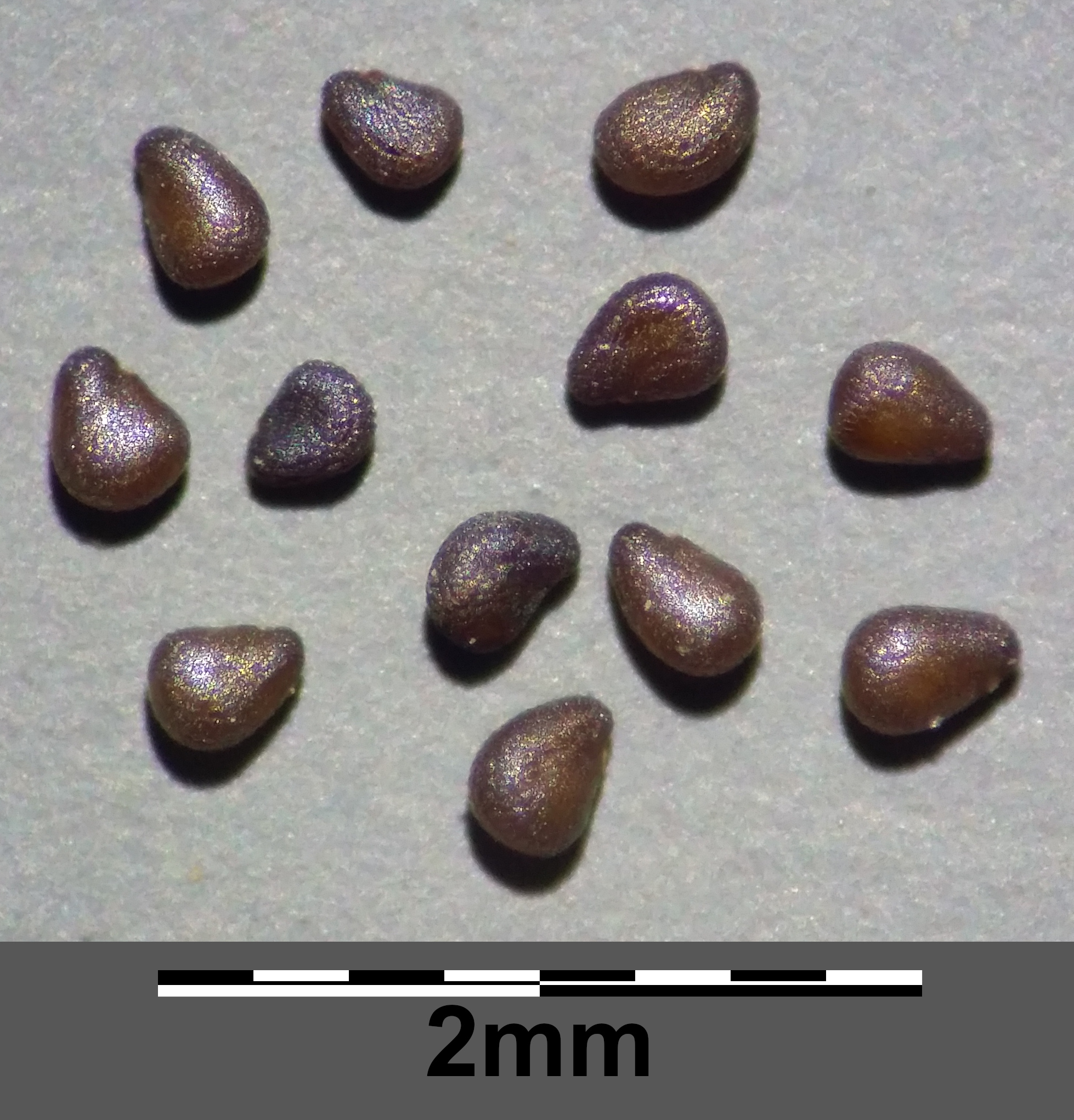
Nasiona

ŁodygaRozgałęziona, naga, do 10 cm wysokości.
LiścieWąskie, mięsiste, bez ości na końcu.
Kwiaty4-krotne. Działki kielicha tępe, 1,5-2 mm długości.

## Biologia i ekologia
Roślina jednoroczna, halofit. Gatunek charakterystyczny związku Armerion maritimae.

## Zagrożenia
Kategorie zagrożenia gatunku:
- Kategoria zagrożenia w Polsce według Czerwonej listy roślin i grzybów Polski (2006)[6]: Ex (wymarły); 2016: RE (wymarły na obszarze Polski)[7].
- Kategoria zagrożenia w Polsce według Polskiej Czerwonej Księgi Roślin (2001, 2014): EX (wymarły)[8].